# Borstahusen

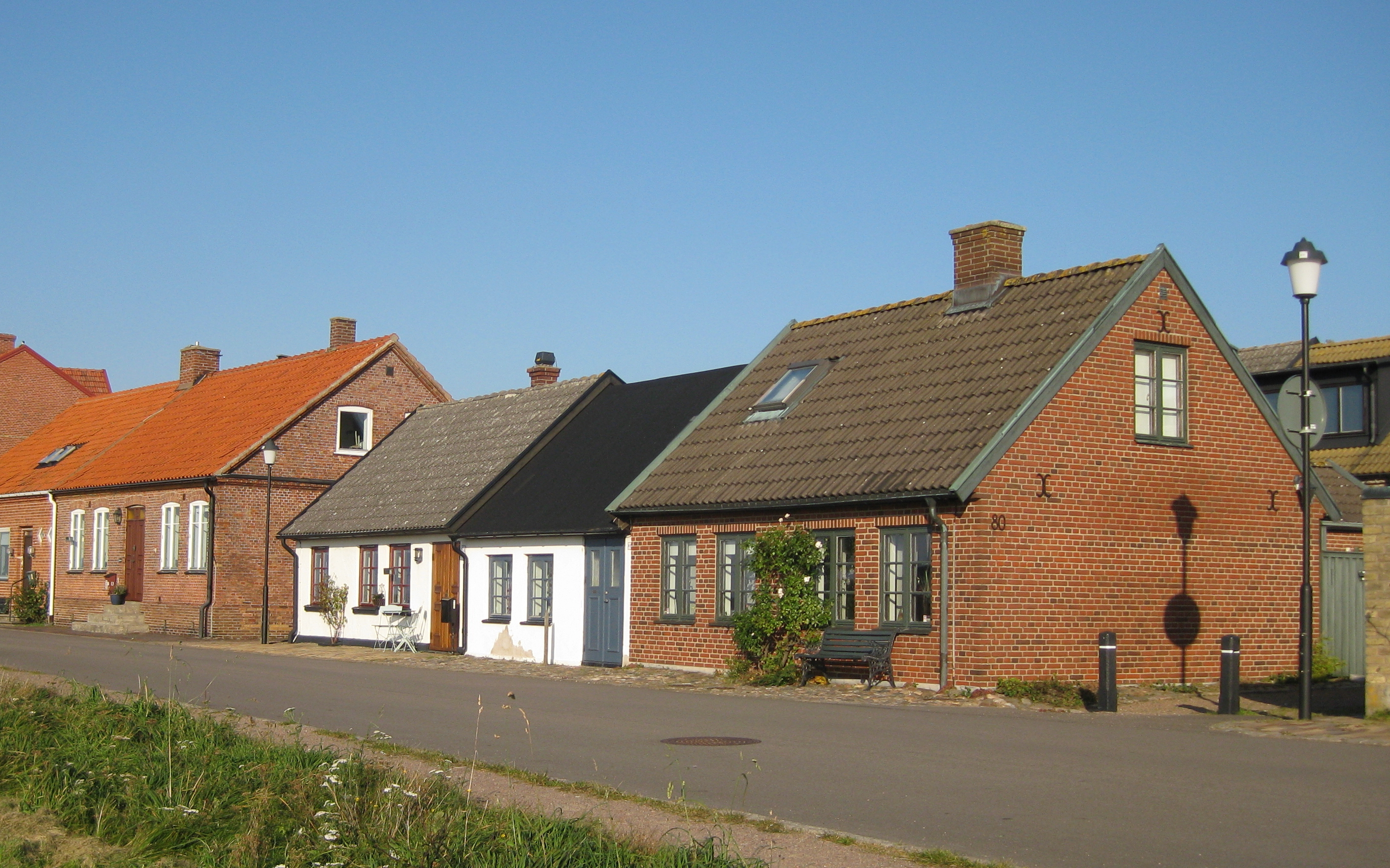
Äldre bebyggelse vid Övre gatan i Borstahusen

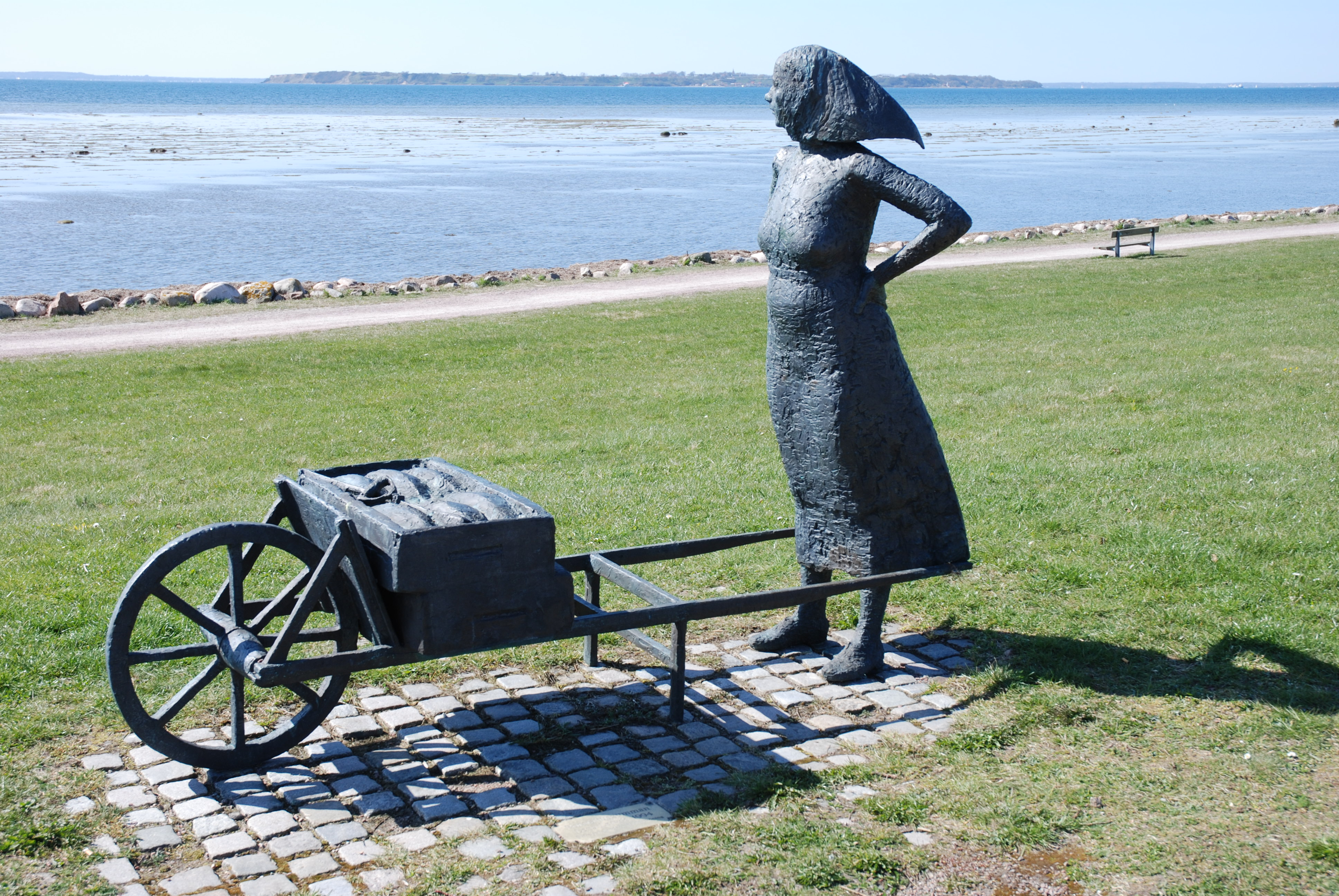
Borstahusgumman (1994) av Lena Lervik

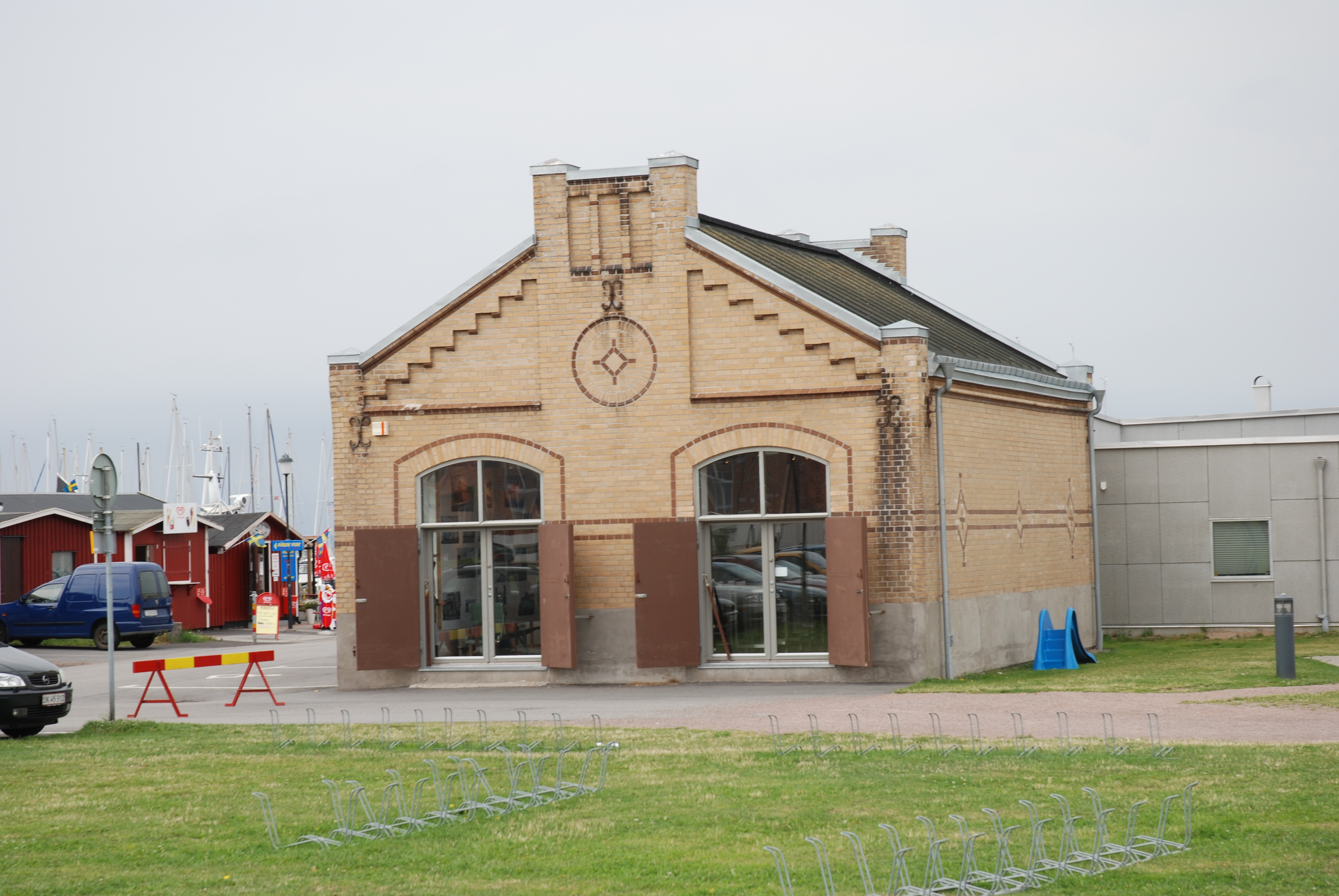
Pumphuset

Borstahusen är ett fiskeläge från 1770-talet, som ligger i nordvästra Landskrona med utsikt mot Ven.
Fiskeläget grundades 1776 när de två bröderna Rasmus Andersson Borste och Jöns Andersson Borste fick tillstånd att bygga var sitt hus utmed kusten. De lockades av den rika tillgången på sill och fick snart flera grannar. Fiskeläget uppkallades efter bröderna Borste och hade 500 invånare i början på 1800-talet.
Under koleraepidemin som härjade i byn under 1853 insjuknade en fjärdedel av befolkningen och 31 personer dog. Hamnen, som byggdes mellan 1885 och 1887, betalades delvis av staten. Vid förra sekelskiftet fanns 122 yrkesfiskare med 32 båtar och 49 ekor i Borstahusen samt  skutor som transporterade betor, kalksten och cement.
År 1921 anlades Gustafsson Skeppsvarv i hamnen och några år senare anlades ytterligare ett varv. I början på 1950-talet tillkom Axel Bengtssons Båtvarv. Totalt har mer än 300 båtar byggts i Borstahusen tills det sista varvet lades ned på 1970-talet.

## Nutid
Kring bebyggelsen från 1770-talet finns idag Borstahusens fritidsområde med camping, golfbanor och badstränder.
I hamnen ligger kulturhuset Pumphuset med konsthall, museum och restaurang, ritat av arkitekt Per Dockson.
I Borstahusen finns också en gästhamn.
Norr om Borstahusen, i anslutning till Erikstorps Kungsgård, ligger Mötesplats Borstahusen, med campingplats, stugby, spa och restaurang. Anläggningen byggdes 1960 för att ge arbetare och tjänstemän i staden möjlighet till sommarsemester i en strandnära miljö. Campingen är Skånes första, och hittills enda, femstjärniga campingplats.
Östra delen av Borstahusen utgörs  mestadels av radhusbebyggelse uppförd mellan 1960- och 1980-talet. I samband med den omfattande moderniseringen av området har Internationella Engelska Skolan öppnat lokaler på platsen där Ulkavallen IP låg.

## Kommunikationer
Linje 4 och 5 på Landskronas stadsbussnät trafikerar området och går till både Landskrona station och Landskrona centrum.

## Idrott
Fotbollslaget från Borstahusen heter Borstahusens Bollklubb (BBK). Föreningen grundades 1922 och har som bäst spelat i division 2 (motsv. dagens Superetta) 1969. Då hette klubben dock IK Atleten. 